# Radenberg
Radenberg ist eine Ortslage in der bergischen Großstadt Wuppertal, Stadtteil Vohwinkel.

## Lage und Beschreibung
Die Ortslage liegt auf einer Höhe von 183 m ü. NHN auf der nördlichen Seite des Haßlinghauser Rücken (Wuppertaler Nordhöhen) im Norden des Wohnquartiers Schöller-Dornap im Stadtbezirk Vohwinkel. Benachbarte Ortslagen sind Zum Kothen, Steinberg, Kotthaus, An der Piep, Düsselerhöhe, Kirchenhöhe, Jammerhörnchen, Voisberg, Kirchenfeld und Britten, Furth, Knappsack, Aprath in der Nachbargemeinde Wülfrath. Radenberg liegt nahe der Bahnstrecke Wuppertal-Vohwinkel–Essen-Überruhr, die 1847 hier gebaut wurde.
Etymologisch lässt sich ‚raden‘ auf roden, einen Rodungsnamen, zurückführen.

## Geschichte
Der Ort ist auf der Topographia Ducatus Montani des Erich Philipp Ploennies aus dem Jahre 1715 unter der Bezeichnung ‚Ratenberg‘ verzeichnet. Auf der Topographischen Aufnahme der Rheinlande von 1824 sowie auf der Preußischen Uraufnahme von 1843 ist der Ort mit ‚Radenberg‘ bezeichnet.
Ab den 1930er Jahren hat man zwischen Radenberg mit dem Teich und der Bahnstrecke westlich und südwestlich eine Grube erschlossen (wahrscheinlich Kalkstein), diese nutzte man zu späterer Zeit als Deponie („Bodendeponie Radenberg“).
Bis 1974 gehörte das Gebiet um die Kirchenhöhe zu Wülfrath, Gemarkung Unterdüssel. Die Straße mit dem Namen Radenberg wurde am 7. Juli 1993 benannt, sie führt vom Kirchenfelder Weg nach Norden. Sie erschließ den Zugang zu einer 1972 erbauten Grundschule.
Von 1998 bis 2006 gab es ein Bebauungsplan mit 25 bis 30 Einfamilienhäusern auf der Halde, durch den Investor Uwe Clees der auch Eigentümer dieser Fläche ist. Diese Pläne wurden aufgrund der Problematik in der Verkehrsanbindung nicht bewilligt. 2009 war diese Deponie im Betriebszustand: „vorübergehend a. B.“
Der Hof Radenberg, zu dem der Teich gehört, ist verfallen (Stand 2004). Die Halde wurde 2012 im Auftrag von Clees gerodet.